# Ranunculus venetus
Ranunculus venetus är en ranunkelväxtart som beskrevs av Rupert Huter och Landolt. Ranunculus venetus ingår i släktet ranunkler, och familjen ranunkelväxter. Inga underarter finns listade i Catalogue of Life.